# Rosalie von Rauch
Pour les articles homonymes, voir Rauch.
Rosalie von Rauch, née le 29 août 1820 à Berlin et morte le 5 mars 1879 au château d'Albrechtsberg près de Dresde, est titrée comtesse de Hohenau en 1853, après son mariage morganatique avec le prince Albert de Prusse (1809-1872).

## Biographie

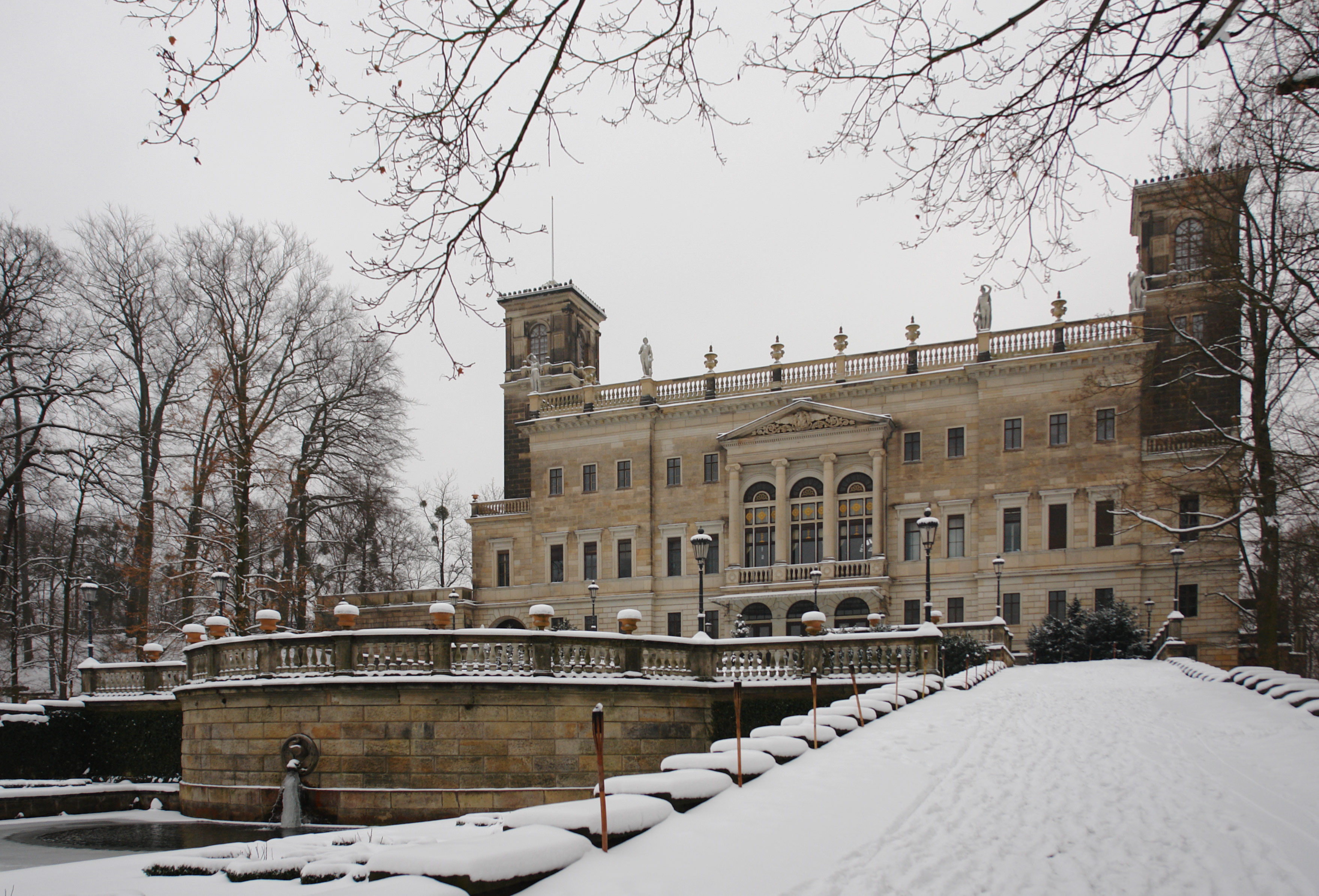
Le château d'Albrechtsberg en hiver

Rosalie von Rauch est une des filles du général Gustav von Rauch, ministre de la guerre du royaume de Prusse et de son épouse, née Rosalie von Holtzendorff.
Rosalie von Rauch est dame d'Honneur à la Cour pour la princesse Albert de Prusse (1810-1883), avant qu'elle ne s'enfuie de la Cour avec son amant. Esseulé, le prince Albert épouse, en 1853, l'ancienne dame d'Honneur de son épouse après son divorce. Le mariage a lieu en 1853 à Meiningen. Aussitôt le prince Albert est exclu de la Cour et de la maison de Hohenzollern par le roi son frère, à cause de ce mariage morganatique et le nouveau ménage s'installe au château d'Albrechtsberg. 
De cette union sont issus :
- Wilhelm von Hohenau (1854-1930) qui épouse en 1878 la baronne Laura Saurma von und zu der Jeltsch (1857-1884) puis la princesse Marguerite de Hohenlohe-Öhringen (1864-1940)
- Friedrich von Hohenau (1857-1914) qui épouse en 1881 Charlotte von der Decken (1863-1933)